# Face To Face (山下智久の曲)
「Face To Face」（フェイス トゥ フェイス）は、山下智久の12枚目のシングル。2022年2月16日にLabel9から発売された。

## 概要
前作「Nights Cold」から約1年半ぶりとなるシングル作品。ジャニーズ事務所退所後はじめてのCDリリースとなる。
初回限定盤、通常盤、ファンクラブ限定盤の3形態でのリリース。「Face To Face」「Beautiful World」は、プロデューサーにUTAを迎え制作された。ミュージックビデオは、ドラマ撮影のために長期滞在していたフランスで撮影し、「Face To Face (Vantage Remix）」のリミックスはフランスを拠点に活躍しているDJ Vantageにオファーした。
また、サブスクリプション配信も同時リリースし、YouTubeでミュージックビデオも解禁した。

## 収録曲

### CD

#### 通常盤
1. Face To Face [3:06]
作詞：Tomohisa Yamashita・SUNNY BOY・HIRO、作曲・プロデュース：UTA
2. Beautiful World [4:01]
作詞：Tomohisa Yamashita、作曲・プロデュース：UTA
  - 1st配信シングル（2021年9月15日配信）
  - 肌ナチュールCMソング
3. Face To Face（Vantage Remix） [3:46]
4. Face To Face-Instrumental-
5. Beautiful World-Instrumental-

#### 初回限定盤
1. Face to Face
2. Beautiful World

### DVD

#### 初回限定盤
1. Beautiful World（MV）
2. Face to Face（MV）
3. LIVE映像2曲（2021/9/5開催オンラインライブより「Beautiful World」「Face to Face」収録）

#### ファンクラブ限定盤
1. Beautiful World（MV）
2. Face to Face（MV）+behindシーン
3. LIVE映像2曲（2021/9/5開催オンラインライブより「Beautiful World」「Face to Face」収録）